# 106. deželnojurišna pehotna divizija (Avstro-Ogrska)
106. deželnojurišna pehotna divizija (nemško 106. Landsturm-Infanterie-Division) je bila pehotna divizija avstro-ogrske skupne vojske, ki je bila aktivna med prvo svetovno vojno.

## Zgodovina
Divizija je sodelovala v bojih na soški fronti.
Med enajsto soško ofenzivo je bila divizija podvržena nenehnim italijanskim napadom, tako da je 25. avgusta 1917 imela le še 900 vojakov, zaradi česar je bila umaknjena iz fronte.

## Organizacija
Maj 1914
- 110. deželnojurišna pehotna brigada
- 111. deželnojurišna pehotna brigada

## Poveljstvo
Poveljniki (Kommandanten)
- Karl Czapp von Birkenstetten: avgust–september 1914
- Artur von Richard-Rostoczil: september–november 1914
- Ernst Kletter: november 1914–julij 1916
- Karl Kratky: julij 1916–november 1918